# Alice (cantora)
Carla Bissi (Forlì, 26 de setembro de 1954), mais conhecida como Alice,  é uma cantora e compositora italiana. Em 1981 ganhou o Festival de Sanremo com a canção "Per Elisa". Participou no Festival da Eurovisão com Franco Battiato.

## Carreira

### Anos iniciais (1970)
Nascido em Forlì, Alice começou a ter aulas de piano no conservatório local e a cantar aos oito anos de idade. Sua carreira profissional começou quando ela, aos dezessete anos, venceu o Festival de Música de Castrocaro 1971 sob seu nome de nascimento, Carla Bissi, com uma interpretação da música "Tanta voglia di lei", originalmente composta e gravada pela clássica banda de rock italiana Pooh. No ano seguinte ela ganhou outro prêmio, La gondola d'argento, em Veneza, com a canção "La festa mia", além de fazer sua estreia no importante Festival de Música de Sanremo, apresentando "Il mio cuore se ne va", também lançada como single de estreia, no entanto ela não conseguiu se classificar para as finais. Dois outros singles pela gravadora Carosello, creditados como Carla Bissi, foram lançados em 1972 e 1973, ambos sendo relativamente despercebidos pelo público italiano.
Em 1975 ela largou o emprego em um estúdio de design e assumiu o nome artístico de Alice Visconti quando assinou contrato com a subsidiária italiana da CBS Records e lançou seu primeiro álbum, La mia poca grande età. O álbum consistia em material escrito por alguns dos mais bem sucedidos compositores e letristas da época e entre os músicos que contribuíam estavam os membros do Pooh. Os singles "Piccola anima" e "Io voglio vivere" se tornaram sucessos menores no final de 1975 e início de 1976, o último também um sucesso modesto na França. Um segundo álbum seguiu no final de 1977, Cosa resta... Un fiore, gravado com a mesma equipe de produtores, compositores e músicos, incluindo os singles "...E respiro" e "Un'isola", que também teve sucesso comercial moderado.

### Avanço comercial (1980)
No final de 1979, pouco depois de seu contrato com a CBS ter expirado, Alice conheceu um homem com quem ela iria colaborar nas próximas três décadas com grande sucesso, o compositor e cantor Franco Battiato, que deu início ao seu avanço no gênero pop, com o álbum L'era del cinghiale bianco, lançado em 1979. Battiato garantiu a ela um contrato com a gravadora EMI e os dois começaram a trabalhar juntos com seu produtor, Angelo Carrara, no qual produziu seu primeiro single de sucesso, "Il vento caldo dell'estate" e o seguinte álbum Capo Nord. Co-escrito e arranjado por Battiato, o álbum deu a Alice uma mudança dramática na direção musical, combinando influências do rock contemporâneo e new wave. Neste momento, a mesma retirou Visconti de seu nome artístico e o álbum Capo Nord foi o primeiro a ser creditado simplesmente como Alice. Foi também sua estreia como compositora, com ela escrevendo a maioria das músicas e ao longo dos álbuns seguintes ela se envolveria cada vez mais na produção de sua música, tanto como compositora, letrista, arranjadora musical e engenheira de som.
No início de 1981, ela retornou ao Festival de Música de Sanremo com a música "Per Elisa", composta pela própria, Franco Battiato e seu co-escritor de longa data, o violinista clássico Giusto Pio. A canção era lírica e musicalmente uma paráfrase moderna de "Für Elise", de Ludwig van Beethoven.  A faixa de rock tinha letras que lidavam com ciúmes, traição, raiva e vingança. Para a performance ao vivo no concurso, Alice fez pleno uso de sua força vocal e alcance; Uma das marcas registradas da cantora é o registro excepcionalmente baixo de sua voz contralto, "Per Elisa" também é parcialmente cantada em falsete e, portanto, abrange quase quatro oitavas.  A entrada pouco ortodoxa de Sanremo e a entrega da música de Alice, vestida com jeans apertados e uma jaqueta de couro, causaram uma forte impressão tanto no júri quanto no público da TV;  "Per Elisa" venceu o concurso, tornando-se um avanço comercial de Alice não apenas na Itália, mas também no resto da Europa continental, e o Top 10 na Suíça, Áustria e Escandinávia. Um álbum intitulado Alice foi lançado alguns meses depois, incluindo o single "Una notte speciale" e no mesmo ano ela partiu em sua primeira turnê europeia.
Nos anos seguintes, foram lançados os álbuns Azimut e Falsi allarmi, compostos principalmente pela própria Alice, mas também incluindo outras colaborações de Battiato e Giusto Pio, e ambos os álbuns produzidos por Angelo Carrara. Os álbuns deram origem a lançamentos mais populares como "Messaggio", "Chan-son Egocentrique", "A cosa pensano", " Notte a Roma", "Solo un'idea" e "Il profumo del silenzio". Estes tornaram-se especialmente bem sucedidos na Alemanha Ocidental, o que a levou a gravar um dueto de língua alemã e italiana, "Zu Nah Am Feuer", com o cantor Stefan Waggershausen no final de 1983, uma versão inglesa mais tarde também foi lançada em certos territórios. O single, que vendeu quase um milhão de cópias apenas na Alemanha Ocidental, também foi o número um na Suíça e na Áustria. O dueto fez dela uma das artistas italianas mais vendidas nos mercados de língua alemã em meados da década de 1980 e foi dito que ela, nesta fase de sua carreira, vendeu mais discos nesses países do que em seu lugar de origem.
Em maio de 1984, Alice e Franco Battiato representaram a Itália no Festival Eurovisão da Canção com a canção "I treni di Tozeur", novamente composto por Battiato e Giusto Pio. A música foi baseada em um breve trecho da ópera de Wolfgang Amadeus Mozart, The Magic Flute, e foi apresentada em Luxemburgo com três meio-sopranos classicamente treinados. Apesar de ter sido cotado para ganhar e sem dúvida foi a melhor recepção do público naquela noite, bem como recebeu os cobiçados doze pontos, Alice e Battiato perderam para a canção sueca "Diggi-Loo Diggi-Ley". "Eu treni di Tozeur", no entanto, tornou-se a canção de maior sucesso daquele ano na Europa continental e, paradoxalmente, também atingiu o Top 20 na Suécia. A música também é uma das pouquíssimas entradas italianas na Eurovisão a se tornarem um sucesso comercial também na Itália —  vinte e cinco anos depois continua sendo o single mais vendido da carreira de Alice. Ela e Battiato desde então gravaram várias interpretações solo de "I treni di Tozeur", ambas com arranjos contemporâneos e clássicos, e a música também aparece no álbum Eurovision Winners and Classics, produzido para coincidir com Congratulations, um especial de 50 anos.
Em 1985, a mesma acompanhou o sucesso do single "I treni di Tozeur" com um álbum de tributo intitulado Gioielli rubati - Alice canta Battiato, incluindo nove das canções mais conhecidas do compositor. A produção de Angelo Carrara, gravado em Milão e mixado no The Power Station Studios, em Nova Iorque, acentuou as influências de Battiato em mestres clássicos, como Johann Sebastian Bach, Mozart e Johannes Brahms, ao justapor os sequenciadores modernos — sintetizadores programados e baterias eletrônicas contra um seção de cordas organizada classicamente, como no caso de "I treni di Tozeur", cortesia da ópera La Scala. A faixa de abertura do álbum, "Prospettiva Nevski", tornou-se o single solo mais vendido de Alice na Europa Continental, sendo seguido por "Il Re del Mondo" e "Luna indiana" (baseada na "Sonata ao Luar", de Beethoven). Na Itália, o álbum Gioielli rubati rendeu a Alice o Prêmio Tenco de Melhor Interpretação no ano seguinte.
Em 1986, Alice mudou de direção musical ao retornar às paradas com o álbum Park Hotel, seu primeiro projeto com o tecladista, arranjador e produtor Francesco Messina, com quem colaborou bastante nas duas décadas seguintes. Juri Camisasca também lhe deu o primeiro empreendimento internacional, pois o álbum foi inteiramente gravado com uma banda composta por quatro tecladistas italianos, além de três músicos internacionalmente reconhecidos e altamente influentes: o baixista americano Tony Levin, o baterista americano Jerry Marotta e o guitarrista britânico Phil Manzanera.  O álbum era notavelmente diferente do anteriores, pois se concentrou principalmente em músicas de blues e melancolia, com paisagens sonoras arejadas dando muito espaço para os músicos mostrarem seus respectivos talentos e para Alice usar suas habilidades vocais em um novo ambiente musical. Park Hotel foi promovido pelo single "Nomadi", seguido de "Sense dei Desideri", "Viali di solitudine", "Volo di notte" e um remix da faixa "Conoscersi".  O álbum foi um sucesso considerável, tanto crítico quanto comercialmente, alcançando o Top 20 na maior parte da Europa Continental, alcançando o 13º lugar na parada de álbuns sueca e também se tornando um avanço no mercado japonês, apesar do fato de que todas as letras ainda eram inteiramente cantado na língua italiana.

## Discografia
| - 1972 - Il mio cuore se ne va / Un giorno nuovo - 1972 - La festa mia / Fai tutto tu - 1973 - Il giorno dopo / Vivere un po' morire un po' | - 1975 - La mia poca grande età - 1978 - Cosa resta...un fiore |

### Como Alice
- 1980 - Capo Nord
- 1981 - Alice
- 1982 - Azimut
- 1983 - Falsi allarmi
- 1985 - Gioielli rubati
- 1986 - Park Hotel
- 1987 - Elisir
- 1988 - Mélodie passagère
- 1989 - Il sole nella pioggia
- 1992 - Mezzogiorno sulle Alpi
- 1995 - Charade
- 1998 - Exit
- 1999 - God Is My Dj
- 2000 - Personal Juke Box
- 2003 - Viaggio in Italia